# 北海道ジェイ・アール・システム開発
株式会社北海道ジェイ・アール・システム開発（ほっかいどうジェイ・アール・システムかいはつ）は、札幌市に本社を置くシステムインテグレーター（ユーザー系）である。略称はHJSD。

## 概要
本社は札幌市東区北6条東4丁目1番地4 NE6・4ビル7階および8階にある。また、東京にも事務所が存在する。
JR北海道の子会社で主にグループ各社のシステム開発、保守、運用などを行っている。
また、JR東日本情報システム株式会社が株主になっている関係もあり、JR東日本グループ向けの仕事も携わっている。

## 沿革
- 1988年（昭和63年）8月 - 設立。
- 1994年（平成6年）4月 - 本社を札幌市中央区から現所在地に移転。
- 2002年（平成14年）6月 - NSP（JSDネットワークサービス）事業開始。
- 2004年（平成16年）3月 - ERPシェアリングサービス開始。
- 2016年（平成28年）3月 - 北海道新幹線システム運用開始。